# Effetto Čerenkov

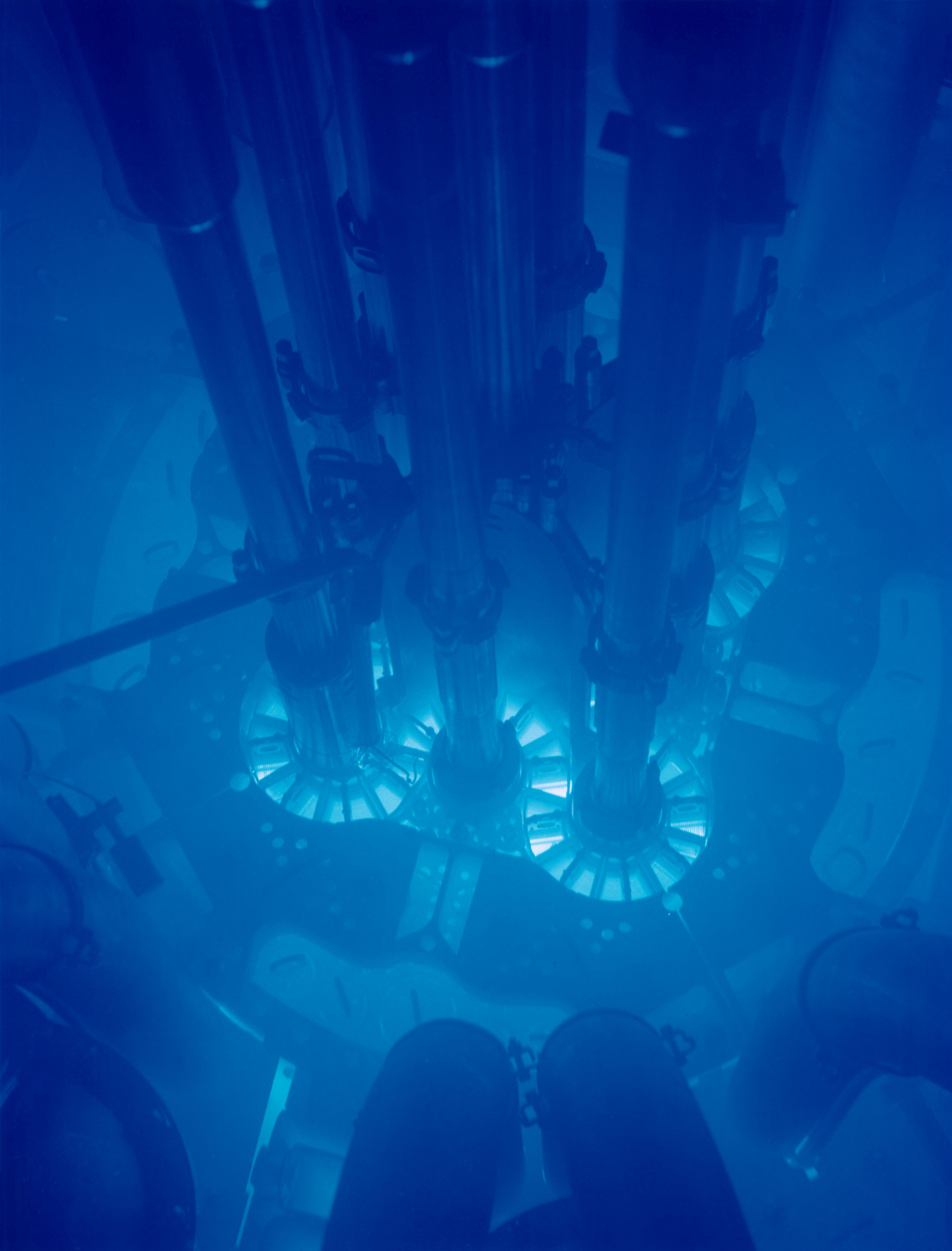
Effetto Čerenkov che emette fotoni nella gamma blu e ultravioletta nel nucleo del reattore di prova avanzato (ATR) presso l'Idaho National Laboratory (INL).

L'effetto Čerenkov consiste nell'emissione di radiazione elettromagnetica da parte di un materiale, le cui molecole sono polarizzate da una particella carica che lo attraversa in moto. L'emissione di radiazione Čerenkov si manifesta solo quando la velocità della particella in moto attraverso il mezzo risulta superiore alla velocità di fase della luce che attraversa il mezzo stesso. Più in generale, si parla di radiazione Čerenkov, quando il mezzo attraversato non è "trasparente" alla luce visibile.
Il fenomeno è così chiamato in omaggio al fisico sovietico Pavel Alekseevič Čerenkov, che ha ricevuto il premio Nobel per la fisica nel 1958 per gli studi compiuti su di esso.

## La fisica dell'effetto Čerenkov

Effetto Čerenkov

In un mezzo denso, la velocità di fase della luce risulta più bassa di quella nel vuoto, e in un mezzo con indice di rifrazione n sarà c/n. Può avvenire che una particella superi la velocità di fase della luce nel mezzo. Se tale particella è carica elettricamente si verifica l'effetto Čerenkov.
Ciò è dovuto al fatto che la particella carica, lungo la sua traiettoria, induce dei momenti di dipolo temporanei negli atomi o nelle molecole del mezzo. Ritornando alla configurazione iniziale, le molecole producono radiazione elettromagnetica. Tale radiazione elettromagnetica si propaga in un fronte sferico. Se la particella viaggia lentamente, tale perturbazione si rilassa elasticamente e si ha un ritorno all'equilibrio meccanico non appena la particella è passata. Se invece la velocità della particella è sufficientemente elevata rispetto al tempo di risposta del mezzo (e ciò si verifica quando la velocità della particella nel mezzo attraversato risulta superiore alla velocità della luce nello stesso mezzo) allora i fronti d'onda elettromagnetica (cerchi nell'esempio bidimensionale) si sovrappongono costruttivamente e l'energia prodotta da questa perturbazione si irradia come un'onda d'urto coerente nella direzione {\displaystyle \vartheta } rispetto alla direzione della particella.
Come nell'aria, quando un oggetto supera il muro del suono, si forma un cono d'onda (onde meccaniche), allo stesso modo, con le onde elettromagnetiche, nelle condizioni sopra enunciate, si assiste alla produzione di un cono d'onda del tutto simile al cono di Mach per il suono.
Caratteristico della radiazione Čerenkov è il cosiddetto angolo di Čerenkov, indicato in figura con la lettera {\displaystyle \vartheta }.
L'angolo di Čerenkov può essere calcolato mediante la seguente relazione:
{\displaystyle \cos \vartheta ={\frac {1}{n}}{\frac {c}{v}}}
dove n è l'indice di rifrazione del mezzo, c è la velocità della luce nel vuoto (e di conseguenza {\displaystyle {\frac {c}{n}}} la velocità della luce nel mezzo) e v è la velocità della particella carica.
Per particelle relativistiche, il rapporto tra la velocità della particella v e la velocità della luce c è indicato con {\displaystyle \beta ={\frac {v}{c}}}, e l'angolo di Čerenkov risulta essere:
{\displaystyle \cos \vartheta ={\frac {1}{n\beta }}}
Si può subito notare che l'angolo massimo si ha quando la particella si muove all'incirca alla velocità c. In tal caso, la relazione diventa:
{\displaystyle \cos \vartheta _{max}={\frac {1}{n}}}
Il rilevamento di radiazione Čerenkov è oggi sfruttato nell'astronomia delle sorgenti gamma e negli esperimenti condotti sui neutrini, rilevando ad esempio i muoni prodotti in acqua, i quali, essendo negativamente carichi, e viaggiando a una velocità superiore a quella di propagazione della luce in acqua, danno luogo all'effetto Čerenkov.

## Utilizzi
La radiazione Čerenkov è impiegata soprattutto negli esperimenti scientifici riguardanti la rivelazione di particelle di origine spaziale, e in particolare è stata utilizzata nello studio del neutrino e per la scoperta dell'antiprotone. Nei reattori nucleari a immersione l'intensità della radiazione è correlata alla frequenza degli eventi di fissione, ed è quindi indicativa del livello di attività del reattore. Allo stesso modo viene usata per valutare la radioattività residua presente nelle barre di combustibile esauste.
Quando i raggi cosmici colpiscono l'atmosfera si può avere la produzione di coppie di elettroni e positroni ad alta velocità. La radiazione Čerenkov generata da queste particelle è usata per determinare la direzione e l'intensità della sorgente dei raggi cosmici causa dell'evento, attraverso i cosiddetti telescopi Čerenkov. Questa tecnica, denominata in inglese Imaging Atmospheric Cherenkov Technique (IACT), è impiegata in esperimenti quali H.E.S.S. e MAGIC. Lo stesso principio è sfruttato nei rivelatori di neutrini come Super-Kamiokande. L'effetto Čerenkov è sfruttato anche dall'Osservatorio IceCube sito al Polo Sud.
Le applicazioni scaturite dalla radiazione Čerenkov hanno portato ai premi Nobel per la fisica del 1958, 1959, 1988, 1995, 2002 e 2015.

## Nella narrativa fantascientifica
La "propulsione Čerenkov" nel romanzo Fanteria dello spazio di Robert A. Heinlein è il sistema utilizzato dalle astronavi per muoversi a velocità maggiore di quella della luce.
Nel romanzo Il pianeta del silenzio (Fiasko, 1986), Stanisław Lem descrive la debole radiazione di Čerenkov prodotta dai motori siderali dell'astronave Hermes.
In Star Trek, le astronavi, mentre sono a curvatura, viaggiano immerse in un tunnel composto dall'effetto Čerenkov caratterizzato dalla tipica radiazione azzurra. Un effetto simile è visibile anche nell'anime Cowboy Bebop.
Nella serie di videogiochi Mass Effect, qualora il campo di forza collassi mentre una nave viaggia a velocità superluminale, le conseguenze sarebbero catastrofiche: la nave verrebbe infatti riportata a velocità subluminale e l'enorme quantità di energia verrebbe sprigionata sotto forma di letali radiazioni Čerenkov.
Nel romanzo techno thriller Ghost Fleet di P.W. Singer, si suppone che la Cina abbia acquisito la capacità di individuare le navi militari a propulsione nucleare, sia in immersione che in emersione, ed usi tale capacità per imporre la sua supremazia militare sul Pacifico, sbaragliando la marina statunitense.
Nell'opera fumettistica Watchmen di Alan Moore il personaggio di dr Manhattan risplende di un bagliore azzurro attribuibile all'effetto Čerenkov.